# Rockabilly
Der Rockabilly ist eine der Spielarten des Rock ’n’ Roll. Sie entwickelte sich bis Mitte der 1950er Jahre, als junge, hauptsächlich weiße Musiker in den amerikanischen Südstaaten den schwarzen Rhythm & Blues auf ihre Art und mit den ihnen vertrauten Instrumenten neu interpretierten und mit Country-Musik vermischten.
Da der Boom dieser Musik, die zunächst keinen einheitlichen Namen hatte und zuweilen einfach unter Pop, Country oder Rhythm and Blues eingeordnet wurde, nicht über die Grenzen der Südstaaten hinausging, versuchten einige Interpreten etwa ab 1956, den ländlichen Unterton dieses Stils abzuschütteln, um auch überregional Erfolg zu haben. Der Begriff Rockabilly setzte sich nur allmählich durch, denn die Assoziation mit Hillbilly („Landei“, „Hinterwäldler“) betonte das Provinzielle, Ländliche dieser Musik. Populär und einem breiten Publikum bekannt wurde der Begriff erst im Zuge des Rockabilly-Revivals Anfang der 1980er Jahre.

## Geschichte

### Anfänge

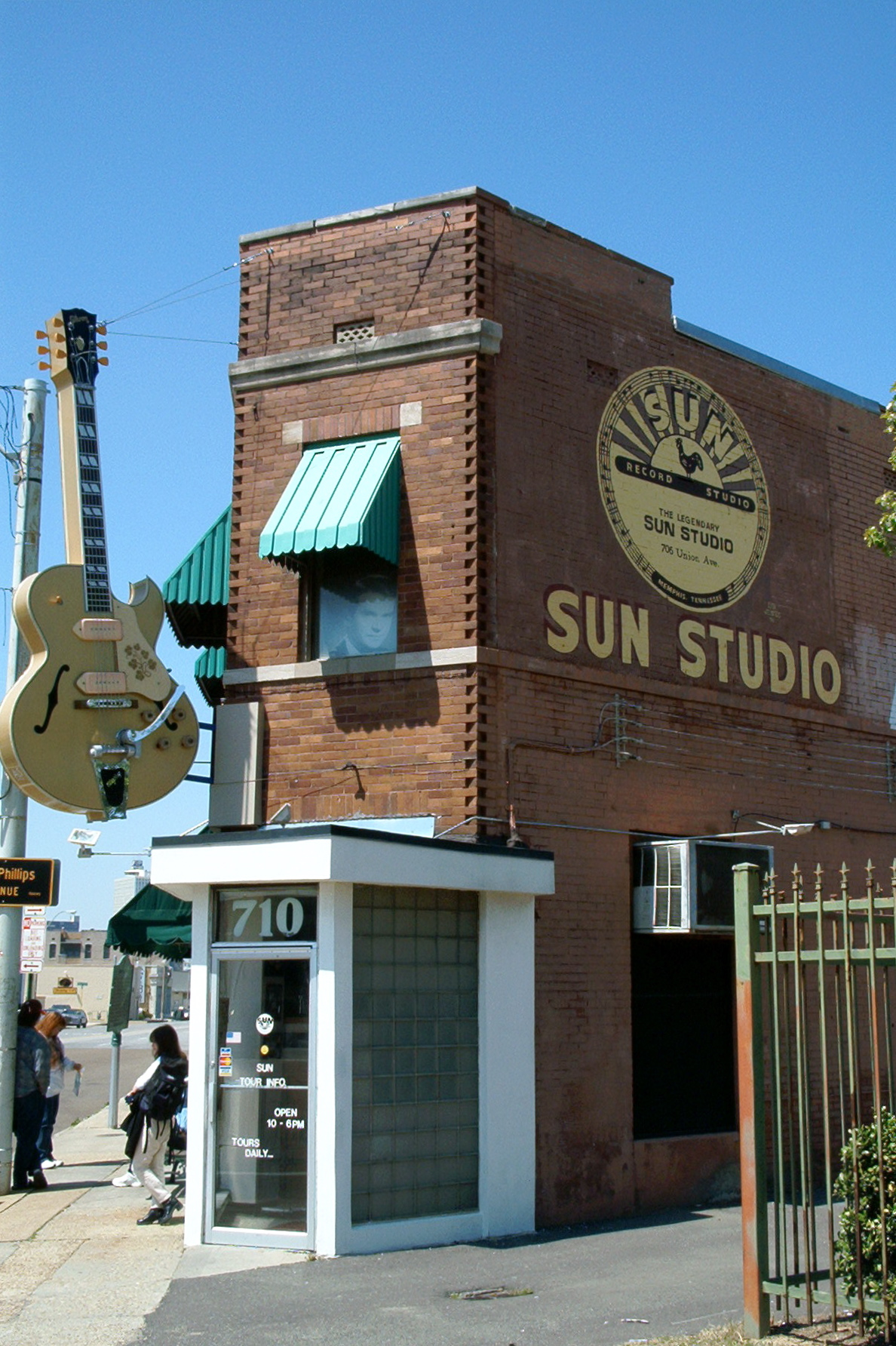
Sun Studio (2002)

Im Zentrum der Entwicklung des Rockabilly stand das kleine Label Sun Records in Memphis, Tennessee. Gründer Sam Phillips war ein Bluegrassmusiker mit Affinität zum Rhythm & Blues, damals „Race Music“ genannt, der Musik der schwarzen Unterschicht. Eines der Zentren dieser Musik lag damals direkt in Memphis, nämlich in der berüchtigten Beale Street, wo neben den heißesten schwarzen Bluesclubs auch Prostitution, Glücksspiel und Karnevalsumzüge mit Voodooelementen zuhause waren. Phillips hatte sich schon Anfang der 1950er Jahre einen Namen in der R&B-Szene gemacht, indem er Big Joe Turner produzierte und auf diese Weise mithalf, den Beale-Street-Blues aus der Taufe zu heben und die schwarze Musik einem breiten, weißen Publikum zugänglich zu machen. Sein Label hatte sowohl weiße als auch schwarze Musiker unter Vertrag, was Anfang der 1950er Jahre äußerst ungewöhnlich war, denn damals herrschte im gesamten Süden eine derart restriktive Rassentrennung, dass man von zwei parallelen, fast hermetisch geschlossenen Musikwelten sprechen kann, die jeweils ihre eigenen Clubs, Labels, Plattenläden und Radiostationen unterhielten.
In der weißen Mittelschicht brodelte schon seit Ende der 1940er Jahre eine Jugend-Protestkultur, die sich zunächst über „weiche Drogen“ und über die Literatur der Beat Generation definierte. Auch Bücher wie das 1951 erschienene Der Fänger im Roggen erlangten Kultstatus bei den Jugendlichen, weil sie erstmals ein speziell jugendliches Lebensgefühl beschrieben, in dem die gängige Moral als eng und störend empfunden wurde. Eine einheitliche Jugendmusik fehlte jedoch zunächst noch. Die Anhänger der Beat-Literatur bevorzugten den Bebop-Jazz, ansonsten war das heimliche Hören der schwarzen Radiostationen, deren Ghettomusik sexuell eindeutige Themen transportierte, ein weit verbreiteter Akt der Rebellion gegen die Eltern. Vor allem bei den Jugendlichen sah Sam Phillips eine Marktlücke für seine Idee einer neuen, schwarz-weißen Popmusik. Der junge Elvis Presley, ab 1954 bei Sun, diente ihm dabei neben anderen als Verbindungselement beider Musikhemisphären, denn er hatte einen guten Schuss Gospel und Rhythm & Blues in der Stimme.
Mitte der 1940er Jahre entwickelte sich der Hillbilly Boogie, eine schon an den frühen Rockabilly erinnernde Variante der Country-Musik. Einer der ersten Hillbilly-Boogie-Titel war der Birmingham Bounce von Hardrock Gunter. Diese rhythmisch schnellere Variante der Country-Musik wurde noch mit den typischen Instrumenten Fiddle, Pedal Steel Guitar, Gitarre und Kontrabass gespielt, jedoch weichen die Texte schon weitestgehend von den sonst inhaltlich anspruchsvolleren Lyriken des Country ab, so verwendete man schon Ausdrücke wie „rock“ und „roll“; Ausdrücke, die zu dieser Zeit nur in der Umgangssprache der Afroamerikaner verwendet wurden. Einige namhafte Country-Musiker der späten 1940er Jahre sowie unbekannte Musiker schlossen sich dem Hillbilly Boogie an, unter anderem Tennessee Ernie Ford, The Delmore Brothers, The Carlisles, Merle Travis, Roy Hall und Red Foley.

### Aufstieg

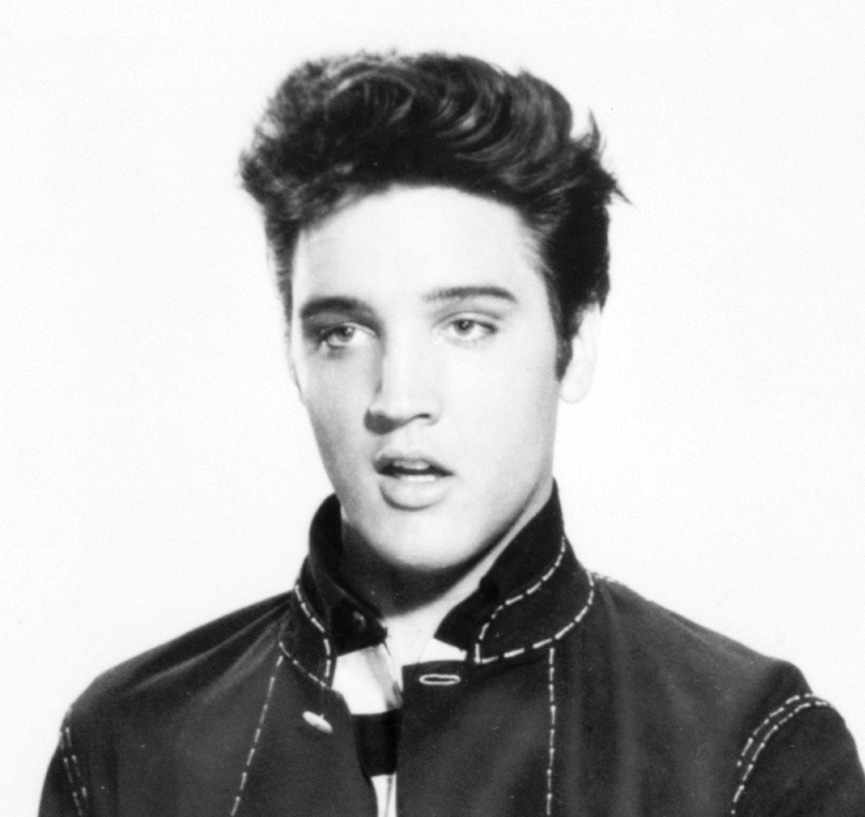
Elvis Presley

Musikhistoriker bezeichnen oftmals Bill Haleys Cover des R&B-Hits Rock the Joint aus dem Jahre 1952 als ersten Rockabilly-Song auf Schallplatte. Bei dieser Aufnahme konnte man erstmals Marshall Lytles Slap-Back-Technik am Bass der Saddlemen hören. Neben dem Slap-Bass, der E-Gitarre und der Akustikgitarre wurde Haley aber auch von einem Klavier und einer Steel Guitar begleitet. Craig Morrison, Autor des Buches Go Cat Go!, bezeichnet Haley und seine Saddlemen als eine „kleine Western-Swing-Formation, die R&B-Stücke spielte“. Des Weiteren sagt er aber auch, Rock the Joint würde sich in Richtung Rockabilly bewegen („Certainly ‘Rock the Joint’ does point towards Rockabilly“). Zudem wird Eddie Zacks I’m Gonna Roll and Rock ebenfalls als erster Rockabilly-Song gewertet. Wegen der Existenz dieser beiden Titel gehen die Meinungen über den ersten Rockabilly-Song auf Schallplatte bei Musikhistorikern auseinander.
Als erster Sun-Rockabilly-Titel der Geschichte gilt die 1954 eingespielte Aufnahme That’s All Right des 19-jährigen Elvis Presley zusammen mit Scotty Moore (Gitarre) und Bill Black (Bass), der aus dem Mitschnitt einer Pausenspielerei entstand. Bei der bläser- und schlagzeugfreien Sparbesetzung handelt es sich um eine typische weiße Country-Besetzung, die auf das konservative Reglement der Grand Ole Opry in Nashville zurückgeht, der wichtigsten Country-Show der USA. In bewusster Abgrenzung zum damaligen Boom der Swing- und Bigbandmusik wollte man hier die Musik pflegen, wie sie die Altvorderen der Country-Musik vorgemacht hatten, etwa die Carter Family. Dementsprechend waren Schlagzeuge und Bläser auf der Bühne der Opry bis Mitte der 1950er Jahre nicht zugelassen.
Um mit der Opry-kompatiblen Sparbesetzung trotzdem einen mitreißenden Rhythmus zu erzeugen, trat der Kontrabass an die Stelle des Perkussionsinstruments. Bill Black spielte in der Slap-Technik, eine im Dixieland Jazz entwickelte Spielweise, bei der die Saiten aufs Griffbrett klatschen. Außerdem kompensierte ein Bandecho das fehlende Schlagzeug und erzeugte einen charakteristischen, im Takt „blubbernden“ Groove. Dieser Echo-Groove kennzeichnet vor allem den Sun-Sound, aber er wurde auch von anderen Rockabilly-Interpreten eingesetzt, etwa von Gene Vincent, der damit seine Stimme unterstützte. Die Leadgitarre spielte sparsam gepickte, hohe Noten auf der zweiten Zählzeit des Taktes, sowie Boogielicks auf den Basssaiten. Gesungen wurde häufig in einem nervösen „Schluckauf-Stil“, manchmal countryhaft-nasal (Carl Perkins, Charlie Feathers), manchmal mit schwarzem Swing wie Charlie Rich oder sogar mit gospelhaften, schwarzen Verzierungen wie Elvis Presley. Nach der Frühphase des Rockabilly hielt dann das Schlagzeug Einzug in die Musik, vielfach auch das Klavier mit shuffleartigen Riffs in der linken Hand, nach Art des New Orleans Rhythm & Blues. Die bevorzugten Leadgitarren waren Archtopmodelle von Gibson oder Gretsch, später dann auch Massivholz-Gitarren wie die Fender Telecaster oder die Gibson Les Paul.
Auch wenn die Titel von Presley, Moore und Black erstaunliche Verkaufserfolge in Memphis und Umgebung erzielten, seitdem sie im örtlichen Radio gespielt wurden, war es wohl eher auf die spektakulären Liveauftritte zurückzuführen, dass diese neue Musik schnell zum Gesprächsthema wurde und die Rechnung von Sam Phillips aufging. Die drei Musiker nannten sich bald The Bluemoon Boys und tourten ab 1954 allein oder zusammen mit anderen Sun-Musikern wie Carl Perkins und Johnny Cash durch den gesamten Süden der USA, wo sie vor allem wegen der wilden Bühnenshow von Bill Black und Presley Aufruhr, Hysterie und Empörung auslösten. Die umstrittenen Auftritte entzündeten ein regelrechtes Sun-Sound-Fieber. Überall, wo die Sun-Leute gastierten, taten sich wenig später Interpreten hervor, die zum Teil sehr eng am Vorbild liegende Kopien des Sun-Sounds lieferten. Ein Beispiel hierfür ist Charles Hardin Holley, ein junger Country-Musiker aus Lubbock in Texas, der 1956 in seinem Heimatort einen Auftritt von Presley sah und sich sofort eine elektrische Gitarre kaufte, um auf den neuen Stil umzuschwenken und unter dem Namen Buddy Holly Geschichte zu schreiben. Eddie Cochran ist hier ebenfalls zu nennen, und Gene Vincent, der einen eigenständigen, deutlich aggressiveren, urbaneren Rockabillystil entwickelte, in dem sogar manchmal Doo-Wop-Elemente anklangen. Gene Vincents Gitarrist Cliff Gallup war außerdem stark vom virtuosen Jazz-Pop Gitarristen Les Paul beeinflusst und baute überraschende Harmoniewechsel sowie technisch anspruchsvolle Licks in seine Soli ein.
Trotzdem gelang es dem Rockabilly nur selten, überregionale Hits hervorzubringen. Die provinzielle Note war zu stark, der Südstaatenakzent vieler Sänger unüberhörbar. Nach etwa drei Jahren verebbte der Rockabillyboom wieder, und die meisten Interpreten wandten sich der traditionellen Country-Musik zu. Wenigen gelang es wie Elvis Presley, das Lokalkolorit abzulegen und mit einem angepassten Mainstream-Rock’n’Roll landes- oder gar weltweiten Erfolg zu verbuchen. Bereits 1956, auf dem Höhepunkt des Rockabillybooms, wechselte Presley von Sun zum Plattengiganten RCA Victor. Dieser Wechsel markiert die Abwendung vom Rockabilly, wenngleich Presleys erste RCA-Sessions, zunächst noch mit der alten Band eingespielt, noch eindeutig dem Rockabilly zuzurechnen sind. Einen guten Vergleich zwischen gemütlich-ländlichem Rockabilly und Mainstream-Rock’n’Roll bietet Carl Perkins’ Originalversion von Blue Suede Shoes gefolgt von Presleys Coverversion desselben Songs.

### Rockabilly in der Gegenwart

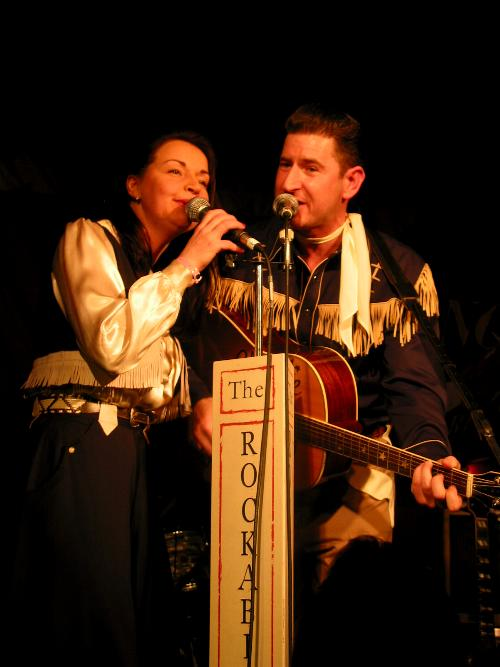
Miss Mary Ann und Charlie Thompson bei der Rockabilly Rave 2006

Vor allem in Europa und Japan hat sich eine eigenständige Rockabilly-Gemeinde mit Foren, Festivals und Zeitschriften entwickelt. In England findet seit 1988 das Hemsby Rock’n’Roll Weekend statt, bei dem gleichermaßen neue und originale Musiker auftreten. In der Vergangenheit gab und gibt es weitere Veranstaltungen internationalen Formats, wie z. B. zwischen 1985 und 2004 in München das International Rock ’n’ Roll / Rockabilly Meeting, in England den Rockabilly Rave und die Rockabilly Reunion.
Auch in den USA findet sich eine aktive Rockabilly-Szene. In Tennessee hat die Rockabilly Hall of Fame ihren Sitz, die Feste, Internetaktionen und ähnliches organisiert. Sie steht in Konkurrenz zur weniger populären International Rockabilly Hall of Fame aus Jackson, Tennessee. In Green Bay und Las Vegas finden jährlich die weltgrößten Rockabilly-Festivals statt. Innerhalb der Country-Szene spielte Rockabilly eine bedeutende Rolle als Stilelement oder als eigenständige Richtung, z. B. in der Musik der Bands BR5-49, The Derailers oder Asleep at the Wheel.

## Zentren des Rockabilly
Allgemein gesehen spielte sich die Bewegung des Rockabilly in den Südstaaten der USA ab. Im Folgenden werden die wichtigsten, bekanntesten oder originärsten Zentren des Rockabilly beschrieben. In diesen Bereichen, meist ein Gebiet um eine Stadt herum, war die Musikszene durch ansässige Plattenlabels, Radioshows oder Clubs besonders lebendig.

### Memphis, Tennessee

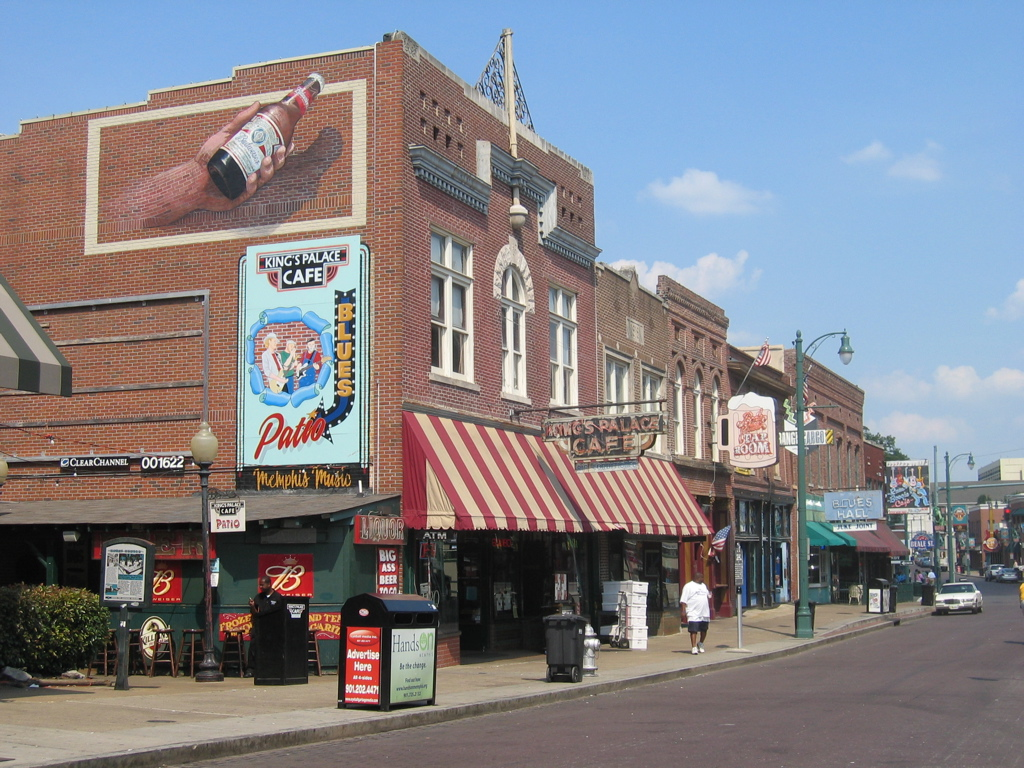
Die Beale Street, Heimat des Rhythm & Blues in Memphis (2006)

Memphis wird unumstritten als Geburtsort und ausgeprägtestes Zentrum des Rockabilly angesehen. Die Anfänge fanden sich darin, dass Rhythm and Blues sowie Country-Musik gleichermaßen hoch in der Stadt vertreten waren. Das Saturday Night Jamboree, von 1953 bis 1954 auf Sendung, gab den jungen Talenten erstmals die Möglichkeit, öffentlich im Radio und vor Publikum aufzutreten. Spätere wichtige Vertreter wie Johnny Cash, Eddie Bond, Elvis Presley oder der Bassist Marcus Van Story sammelten dort ihre ersten Erfahrungen. Das Saturday Night Jamboree war wahrscheinlich der erste Ort, an dem live Rockabilly gespielt wurde.
Weiterhin begünstigten die Plattenlabels Sun und Meteor den Rockabilly. Viele Musiker reisten nach Memphis, in der Hoffnung, bei Sun einen Vertrag zu bekommen. Oftmals konnte Sam Phillips viele Künstler nicht unterbringen und leitete sie an Les Bihari, Besitzer der Meteor Records, weiter. Nach den Erfolgen von Sun gründeten sich Mitte und Ende des Jahrzehntes weitere Label wie Moon Records, Fernwood Records und Hi Records, die alle ebenfalls mehr oder weniger bekannte Vertreter der Musikszene aufnahmen.
Bekannte Musiker aus Memphis oder die dort arbeiteten waren neben Presley, Perkins und Cash Warren Smith, Eddie Bond, Johnny Burnette, Jack Earls, Ray Harris, Charlie Feathers, Billy Lee Riley, Roy Orbison, Smokey Joe Baugh, Slim Rhodes, Wade and Dick, Brad Suggs, Johnny Bernero und Malcolm Yelvington.

### Texas
Texas war neben Memphis und der Westküste eine der bedeutendsten Rockabilly-Zentren der 1950er-Jahre. Mit dem KRLD Big D Jamboree, das landesweit ausgestrahlt wurde, besaß die damalige Szene eine weitläufige Möglichkeit, sich zu präsentieren. Texas brachte bekannte Vertreter wie Buddy Holly, Sid King, Sonny Fisher, Don Woody, Mac Curtis oder George Jones, der Rockabilly als „Thumper“ Jones aufnahm, hervor. In Texas gab es viele verschiedene kleine Plattenlabel, die oft nur ein oder zwei Jahre Bestand hatten. Wichtige Labels waren Starday Records und Dixie Records, D Records, TNT Records und Lin Records. Der Rockabilly in Texas wurde oft auch Texabilly genannt.

### Westküste der Vereinigten Staaten
Der Rockabilly der Westküste war oft von dem Western Swing beeinflusst, der in Spade Cooley in den 1950er-Jahren einen einflussreichen Vertreter Kaliforniens fand. Verschiedene Radiostationen wie KXLA boten Musikern Jobs in ihren Programmen an, was dessen Popularität oftmals beeinflusste. Die ab 1951 gesendete Town Hall Party war mit Rock ’n’ Roll und Rockabilly ab 1955 besonders beliebt und entwickelte sich zu einer der beliebtesten Radio- und Fernseh-Show Amerikas.
Das ansässige Major-Label Capitol Records hatte ebenfalls einen nicht zu unterschätzenden Einfluss auf den Rockabilly. Capitol hatte bekannte und meist erfolgreiche Musiker wie Wanda Jackson, Gene Vincent, Joe Maphis und die Collins Kids unter Vertrag. Die kleineren Labels Four Star, Abbott und Fabor hatten ähnlich wie Sun die Aufgabe, die Talente zu entdecken und zu fördern, gaben sie dann aber an die größeren Firmen ab. Weitere Vertreter waren unter anderem Sammy Masters, Skeets McDonald, Glen Glenn, Tom Tall oder Ruckus Tyler.
Der Rockabilly schuf eine wichtige Basis für den Anfang der 1960er-Jahre in Bakersfield entstehenden Bakersfield Sound. Dessen wichtigster Vertreter, Buck Owens, begann 1956 unter dem Pseudonym „Corky Jones“ mit Rockabilly-Titeln auf einem kleinen Label seine Karriere. Gleichzeitig war er für Capitol als Session-Musik aktiv und spielt so unter anderem auf Aufnahmen der Farmer Boys.

### Miami, Florida

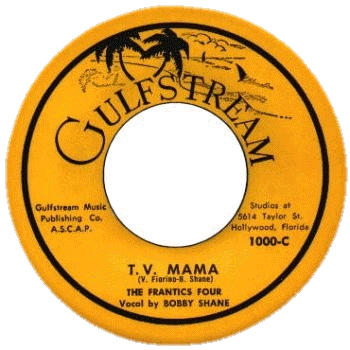
The Frantics Four – TV Mama (1960)

In Miami entwickelte sich ab 1955 eine eigenständige Szene. Die Künstler erlangten zwar meist nie mehr als regionale Berühmtheit, trotzdem hatte die Stadt eine aktive Musikszene aufzuweisen. Begünstigt durch Miamis „Blütezeit“ in den 1950er- und 1960er-Jahren und der Arthur Godfrey Talent-Show, die aus Miami ausgestrahlt wurde, gab es viele lokale Rockabilly-Musiker in Miami und dessen Schwesterstadt, Miami Beach. Nationale oder überregionale Labels gab es in der Stadt nur selten. Am bekanntesten sind Harold E. Doanes Art Records, Buck Trails Trail Records und Vincent Fiorinos Gulfstream Records.
Neben den beiden ortsansässigen Radioshows, das Gold Coast Jamboree von WMIE und das Old South Jamboree von WMIL, fungierte für viele Musiker als Presentationsort und Plattform. Der wohl bekannteste Musiker aus Miami ist Tommy Spurlin, der mit seinen Southern Boys Mitglied des Gold Coast Jamboree war und bei Art und Perfect verschiedene Singles veröffentlichte. Sein Song Hang Loose nahm während des Rockabilly-Revivals enorm an Wert zu.
siehe auch: Miami Rockabilly

### Phoenix, Arizona
Phoenix war von 1955 bis 1956 ebenfalls ein Zentrum des Rockabilly, wenn auch in einem kleineren Ausmaß als Memphis oder Texas. Eine entscheidende Rolle spielte Lee Hazlewood, der damals mit lokalen Musikern seine ersten Erfahrungen als Produzent machte. Mit Sanford Clarks The Fool konnte er 1956 gleich seinen ersten Top-Ten-Hit verzeichnen. Zuvor hatte er schon Aufnahmen von Jimmy Johnson, Jimmy Dell und Duane Eddy gemacht. Wie in anderen Zentren gab es auch in Phoenix eine Radioshow, die die Szene beeinflusste oder förderte, der KRUX Arizona Hayride.
Nach 1956 erlebte Phoenix’ Rockabilly-Szene einen großen Rückgang.

## Bedeutung des Rockabilly
Obwohl es in der Blütezeit des Rockabilly (1954/55 – 1958) hunderte von Rockabilly-Künstlern gab, kamen nur die wenigsten in die Charts oder hatten anderweitigen kommerziellen Erfolg. Die meisten Künstler veröffentlichten daher meist nicht mehr als zwei oder drei Platten. Zudem beschränkte sich der Rockabilly, mit einigen Ausnahmen an der Westküste Kaliforniens und in Florida, auf die amerikanischen Südstaaten, was ebenfalls ein Grund für die Erfolglosigkeit der meisten Rockabilly-Sänger war.
Der Rockabilly gilt in den meisten Kreisen als Stilrichtung der Country-Musik, jedoch haben sie oberflächlich nur wenig gemein. Fast alle Musiker hatten ihre Wurzeln aber in der Country-Musik oder nahmen sogar Country-Titel auf. Nachdem der Rockabilly 1960 endgültig zu Ende gegangen war, versuchten sich weiterhin viele Sänger als Country-Künstler, wie zum Beispiel Mac Curtis, Warren Smith, Eddie Bond oder Sanford Clark. Zudem ist der Rockabilly auch Teil des Rock’n’Rolls, der unverkennbare Gemeinsamkeiten aufweist, wie die oftmals harte Spielweise. Jedoch ist der Rockabilly kein entscheidender Teil, weder übte er einen besonders starken Einfluss auf den Rock ’n’ Roll aus, noch begann oder endete der Rock ’n’ Roll mit ihm.
Einen starken Einfluss übte der Rockabilly jedoch auf die British Invasion aus, da sowohl die Beatles als auch die Rolling Stones mit Coverversionen von Carl Perkins, Buddy Holly und anderen ihre Karrieren begannen und bekennende Elvis-Fans waren. The Who, die keinen so starken Bezug zum Rockabilly hatten wie die Beatles oder die Rolling Stones, coverten Eddie Cochrans Summertime Blues auf ihrem Album Live at Leeds. Auch der Punk wurde vom Rockabilly mitbeeinflusst, besonders die Band The Clash, die sogar einige Rockabilly-Songs aufnahm.
Sogar Hardrock-Musiker wie Jeff Beck oder Jimmy Page zollten dem Rockabilly Respekt, unter anderem mit Tribut-Alben. Jeff Beck nahm ein Album auf, das nur aus Gene Vincent-Songs besteht (Crazy Legs) und Jimmy Page gründete mit seinem ehemaligen Led-Zeppelin-Kollegen Robert Plant die Band The Honeydrippers, die stark vom Sound der 1950er beeinflusst war und live sogar einige Rockabilly-Klassiker coverte. Bereits zu Led-Zeppelin-Zeiten hatte man sich Elvis Presley als Backing Band angeboten, der dieses Angebot jedoch ablehnte.
Mit dem Rockabilly der 1950er Jahre entstand jedoch auch die Basis für viele heutige Bands oder an den Rockabilly angelehnte Musikrichtungen, wie den Punkabilly, den Psychobilly oder den Gothabilly. Diese Stilrichtungen übernahmen nicht nur die sparsame Instrumentation, sondern oft auch den typischen „Schluck-auf“-Gesang.

## Hörbeispiele und weitere Vertreter
| Typische Vertreter 1. Johnny Burnette 2. Johnny Carroll 3. Johnny Cash 4. Eddie Cochran 5. Collins Kids 6. Charlie Feathers 7. Hal Harris 8. Ray Harris 9. Buddy Holly 10. Wanda Jackson 11. Carl Perkins 12. Elvis Presley 13. Gene Vincent 14. James Burton 15. Billy Lee Riley 16. Crazy Cavan and the Rhythm Rockers 17. Jack Scott 18. Tommy Spurlin 19. Andy Starr 20. Brian Setzer | Kompilationen 1. Classic Rockabilly VA, Proper Records 2. That’ll Flat Git It! VA, Bear Family Records 3. Great Rockabilly – Just About as Good as It Gets! VA, Smith&Co 4. Rockabilly Shakeout VA, Ace Records 5. Ultra Rare Rockabilly’s VA, Chief Records 6. Sleepy Rocks Sleepy LaBeef, Bear Family Records 7. Get with It: The Essential Recordings (1954–1969) Charlie Feathers, Revenant Records 8. Rockbilly Boogie Johnny Burnette Trio, Bear Family Records 9. Complete Sun Masters Johnny Cash, Charly Records 10. Original Sun Greatest Hits Carl Perkins, Rhino Records | Typische Songs 1. Be-Bop-A-Lula Gene Vincent 2. Blue Suede Shoes Carl Perkins 3. Dixie Fried Carl Perkins 4. Get Rhythm Johnny Cash 5. Good Rockin' Tonight Elvis Presley 6. Ooby Dooby Roy Orbison 7. Rockin' Daddy Eddie Bond / Sonny Fisher 8. Twenty Flight Rock Eddie Cochran |

### Hörbeispiele
Die typische Slap-Technik ist beispielsweise bei Elvis Presleys I Don’t Care if the Sun Don’t Shine und Baby Let’s Play House, Eddie Cochrans Twenty Flight Rock, Jimmys und Johnnys Sweet Love on My Mind, Skeets McDonalds You Oughta See Grandma Rock und Heartbreakin Mama sowie bei Rockin’ Rollin’ Stone des kaum bekannten Andy Starr zu hören.
Die von der Leadgitarre gespielten hohen Noten auf der zweiten Zählzeit sowie die Boogie-Licks hört man vor allem bei Elvis Presleys Gitarrist Scotty Moore und bei Carl Perkins. Beispiele hierfür sind Carl Perkins mit Honey Don’t, und Elvis Presley mit Good Rocking Tonight.
Beispiele des typischen „blubbernden Schluckaufgesangs“ in Verbindung mit dem Bandecho bietet, neben dem bereits genannten Baby Let’s Play House von Presley auch der aus Arkansas stammende Pat Cupp mit Do Me No Wrong. Die manchmal schon Punk-artig abgehackte Gesangsweise von Johnny Burnette ist ein weiteres Beispiel, vor allem sein Titel Train Kept A-Rollin’. Außerdem ist Gene Vincent zu nennen, der den von Sun entwickelten Echoeffekt zur Erzeugung des blubbernden Rockabilly-Grooves ebenfalls einsetzte. Als Beispiele lassen sich hier Bluejean Bop oder Race with the Devil anführen. Ein besonders deutliches Beispiel für den typischen Schluckauf-Gesang bietet Johnny Cashs Leave that Junk Alone.
Ein Beispiel für die im Rockabilly selten vorkommenden schwarzen Verzierungen in der Stimme bietet Presleys Version des Stücks Milkcow Blues Boogie von Kokomo Arnold. Die unvermittelten „Falsett-Kiekser“ geben dem Lied zusätzlich ein weißes Cowboy-Feeling. Diese Interpretation ist schwarz und weiß zugleich, eine damals beunruhigende Querlegung zu gängigen Hörgewohnheiten.
Der Titel Greenback Dollar von Ray Harris aus dem Jahr 1957 stellt ein besonders gutes Beispiel für den Rockabilly dar. Klar zu hören ist die Slapping-Bass-Spielart des Bassisten, der Schluckauf-Gesang Harris’ sowie die einfache Besetzung (Akustik-Gitarre, E-Gitarre, Kontrabass, Schlagzeug, Klavier). Das Stück ist eigentlich ein altes traditionelles Volkslied, dass von Ray Harris 1957 in den Sun Studios aufgenommen wurde. Aufgrund des rauen Stils kam die Single jedoch nie über regionale Erfolge hinaus.
Ebenfalls ein altes Volkslied, wurde Crawdad Hole 1956 von Jack Earls and the Jimbos aufgenommen. Mit der sparsamen Besetzung und der Slap-Technik ist das Stück typisch für den Rockabilly. Die Aufnahme wurde original von Sun Records, bei denen Earls die Aufnahme machte und zu der damaligen Zeit unter Vertrag war, nie veröffentlicht. Ungewöhnlich ist jedoch das, wenn auch kurze, Schlagzeug-Solo, ein seltenes Stilmittel im gewöhnlichen Rockabilly.

### Weitere Vertreter

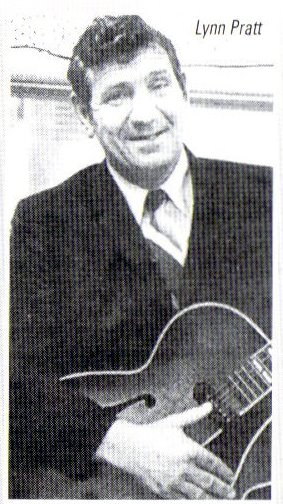
Lynn Pratt
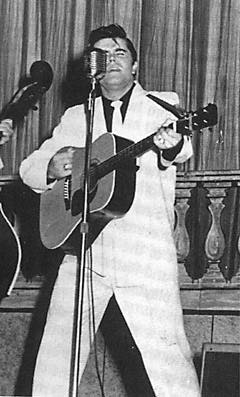
Warren Smith

## Rockabilly in Europa

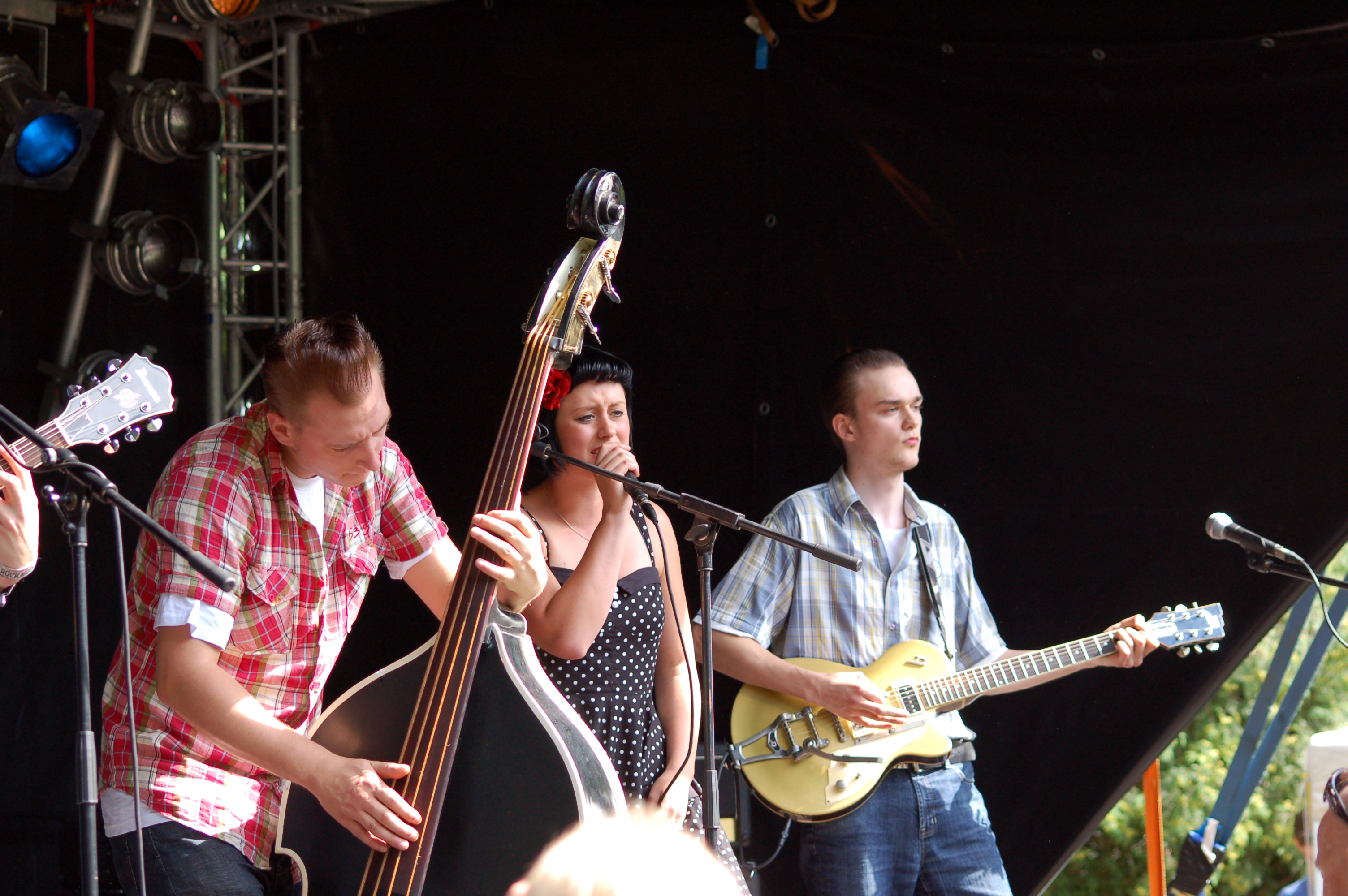
Rockabillyband aus Deutschland

In Deutschland spielen eine ganze Reihe von Bands ihre eigenen auch deutschsprachigen Lieder („Deutsch-Rockabilly“), wie die Ace Cats, die 1984 einen Charterfolg mit dem Lied Linda hatten. Auch in Österreich hat sich seit den frühen 90er Jahren eine Rockabillyszene entwickelt. Seit dem Tod Elvis Presleys 1977 und dem damit ausgelösten Rockabilly-Revival wurden auch heute noch aktive Musiker wie Sleepy LaBeef oder Eddie Bond in Europa bekannt.
Schon seit 1969 hatten Shakin’ Stevens and the Sunsets mit Coverversionen bekannter Rock-’n’-Roll- und Rockabilly-Titel Erfolge und trugen so zum Revival bei. Weitere britische Bands wie Crazy Cavan and the Rhythm Rockers und Matchbox waren ebenfalls erfolgreich. Shakin’ Stevens erreichte seit 1979 mehrmals Platz 1 der englischen und Matchbox Platz 8 der deutschen Charts mit dem Song Midnite Dynamos. Von England aus startete auch das Rockabilly-Revival in den 1980er-Jahren. Angeführt von Bands wie Stray Cats und Restless entstand so der sogenannte Neo-Rockabilly.

## Rockabilly in den Charts
Die Zahl hinter dem Interpreten gibt die höchste Chartposition der Billboard Charts an. In der Regel erschienen die Songs in den Hot Country Songs von Billboard, ansonsten ist angegeben, in welchen anderen Hitparaden sich die Songs platzierten.

### 1955
- Love Me – Jimmy Lee Fautheree & Wayne Walker; #75 (Chess, 9. April 1955)
- Baby, Let’s Play House – Elvis Presley; #5 (Sun, 10. Mai 1955)
- Cry! Cry! Cry! – Johnny Cash and the Tennessee Two; #14 (Sun, 21. Juni 1955)
- I Forgot to Remember to Forget – Elvis Presley; #1 (Sun, 6. August 1955)
- Mystery Train – Elvis Presley; #11 (Sun, 6. August 1955)

### 1956
- Blue Suede Shoes – Carl Perkins; C&W #1 / Pop #1 / R’n’B #1 (Sun, 1. Januar 1956)
- So Doggone Lonesome – Johnny Cash and the Tennessee Two; #4 (Sun, 7. Januar 1956)
- Honky-Tonk Man – Johnny Horton; #9 (Columbia, 10. März 1956)
- Will You, Willyum – Janis Martin; Pop #35 (RCA, 7. April 1956)
- Boppin' the Blues – Carl Perkins; #7 (Sun, Mai 1956)
- Ooby Dooby – Roy Orbison; #59 (Sun, Mai 1956)
- Be-Bop-A-Lula – Gene Vincent; Pop #7 / C&W #5 / R’n’B #8 (Capitol, 2. Juni 1956)
- Hula Rock – Hank Snow; #4 (RCA, 23. Juni 1956)
- The Fool – Sanford Clark; C&W #15 / Pop #10 (Dot, Juni 1956)
- I Gotta Know – Wanda Jackson; #15 (Capitol, 21. Juli 1956)
- Dixiefried – Carl Perkins; #10 (Sun, 3. August 1956)
- Race with the Devil – Gene Vincent; Pop #96 (Capitol, 1. September 1956)
- Teenage Boogie – Webb Pierce; #10 (Decca, 2. September 1956)
- Go Cat Go – Bill Flagg and the Rockabillies; #77 [?] (Tetra, 15. September 1956)
- Bluejean Bop – Gene Vincent; Pop #34 (Capitol, 23. September 1956)
- My Pink Cadillac – Hal Willis; # (Atlantic, 10. November 1956)
- The Cheat – Sanford Clark; Pop #74 (Dot, 17. November 1956)
- Guitar Rock – Bill Flagg and the Rockabillies; #75 [?] (Tetra, Dezember 1956)

### 1957
- I’m Coming Home – Johnny Horton; #11 (Columbia, 5. Januar 1957)
- Your True Love – Carl Perkins; #13 (Sun, 23. Januar 1957)
- So Long, I’m Gone – Warren Smith; #72 (Sun, 20. Mai 1957)
- Lotta Lovin’ – Gene Vincent; Pop #13 / R’n’B #7 (Capitol, 8. Juli 1957)
- Wear My Ring – Gene Vincent; Pop #13 (Capitol, 8. Juli 1957)
- Roc-A-Chica – Warner Mack; #74 (Decca, 21. Oktober 1957)
- Dance to the Bop – Gene Vincent; Pop #23 (Capitol, 23. Oktober 1957)
- Waitin' in School – Ricky Nelson; #12 (Imperial, 9. Dezember 1957)
- Big River – Johnny Cash and the Tennessee Two; #4 (Sun, Dezember 1957)
- Drive in Show – Eddie Cochran; Pop #82 (Liberty, 1957)

### 1958
- Bop-A-Lena – Ronnie Self; Pop #63 (Columbia, 3. Februar 1958)
- Believe What You Say – Ricky Nelson; #10 (Imperial, 10. März 1958)
- My Bucket’s Got a Hole in It – Ricky Nelson; #10 (Imperial, 10. März 1958)
- Whole Lotta Woman – Marvin Rainwater; C&W #15 / Pop #60 (MGM, März 1958)
- Leory – Jack Scott; Pop #11 / R’n’B #5 (Carlton, 14. April 1958)
- Poor Little Fool – Ricky Nelson; #1 (Imperial, 23. Juni 1958)
- All Grown Up – Johnny Horton; #8 (Columbia, 21. Juli 1958)
- All Over Again – Johnny Cash and the Tennessee Two; C&W #4 / Pop #38 (Columbia, September 1958)
- Summertime Blues – Eddie Cochran; Pop #8 / R’n’B #11

### 1959
- White Lightin’ – George Thumper Jones; C&W #1 / Pop #73 (Mercury, 9. Februar 1959)
- Luther Played the Boogie – Johnny Cash and the Tennessee Two; #8 (Sun, 15. Februar 1959)
- I Never Felt Like This – Jack Scott; Pop #78 (Carlton, 2. März 1959)
- The Way I Walk – Jack Scott; Pop #35 (carlton, 1. Juni 1959)
- Katy Too – Johnny Cash and the Tennessee Two; C&W #11 / Pop #66 (Sun, 2. Juni 1959)
- Who Shot Sam – George “Thumper” Jones; C&W #7 / Pop #93 (Mercury, Juni 1959)
- Tomorrow Night – Carl Smith; #24 (Columbia, Oktober 1959)

## Musikindustrie

### Institutionen
- Rockabilly Hall of Fame
- Rockabilly Music Association

### Schallplatten-Labels
Viele Rockabilly-Aufnahmen wurden bei kleinen, unabhängigen „independent“ Labels gemacht. Daher standen den Produzenten oft nicht die finanziellen Mittel zur Verfügung, um ihre Künstler wirkungsreich zu vermarkten.
Original Labels der 1950er-Jahre:
- 4 Star Records
- Fernwood Records
- Goldband Records
- Hi Records
- King Records
- Meteor Records
- Moon Records
- Starday Records
- Sun Records

Wiederveröffentlichungs-Labels:
- Ace Records
- Bear Family Records
- Buffalo Bop
- Collector Records
- Hydra Records
- Proper Records
- Redita Records
- Rollin’ Rock Records
- Stomper Time Records
- Sleazy Records

## Die Rockabilly-Mode
Der ursprünglich nur für eine bestimmte Art von Musik genutzte Begriff des Rockabilly wurde erweitert und bezeichnet auch bestimmte Frisuren, Schmuck und Kleidung, die als charakteristisch empfundene und tatsächliche Stilmerkmale der 1940er und 1950er Jahre aufnehmen oder sogar kopieren. Dabei greifen Rockabilly-Fans auf die große stilistische Bandbreite dieser Jahrzehnte zurück. Diese Modezitate werden oft mit Tätowierungen kombiniert, wobei bestimmte Motive wie Kirschen, Totenköpfe, flammendes Herz usw. beliebt sind. Der in den Medien gern dargestellte sogenannte „Greaser Look“, bei dem die Männer ausladende Haartollen mit Pomade und langen, seitlichen Koteletten haben und Jeans oder schwarze Stoffhosen mit Creepers tragen und die Frauen mit Tellerröcken und Petticoats einherlaufen, ist mittlerweile zu einem fast festen Klischee erstarrt.

### Romane
- Richard Price: Scharfe Zeiten. Rowohlt, Reinbek 1976, ISBN 3-498-05229-2, verfilmt unter dem Titel The Wanderers
- Wolf Uwek: Teddy Boy. Bäßler, Berlin 1995, ISBN 3-930388-07-3.

### Aufarbeitungen
- Craig Morrison: Go Cat Go! Rockabilly Music and its Maker. Music in American Life 1998, ISBN 978-0-252-06538-5.
- Billy Poore: Rockabilly: A Forty-year Journey. Hal Leonard Corporation 2002, ISBN 978-0-7935-9142-8.
- Susanne El-Nawab: Rockabillies – Rock ’n’ Roller – Psychobillies, Portrait einer Subkultur. Archiv der Jugendkulturen Verlag KG, Berlin 2005, ISBN 3-86546-035-6.
- Britta Stobbe: Keep on rockin' – Ein Leben im Rock’n’Roll. Books on Demand, Norderstedt 2008, ISBN 978-3-8370-3369-4.
- Andrew Shaylor: Rockin': The Rockabilly Scene. Merrell Publishers 2011, ISBN 978-1-85894-528-6.
- Jennifer Beyer: Rockabilly und Rock'n'Roll zwischen Tradition und Modernisierung. Books on Demand, Norderstedt 2011, ISBN 978-3-640-96728-5.
- Max Décharné: A Rocket in My Pocket: The Hipster's Guide to Rockabilly Music. Serpent's Tail 2011, ISBN 978-1-84668-721-1.
- Michael Dregni: Rockabilly: The Twang Heard 'Round the World: The Illustrated History Buch. Voyageur 2011, ISBN 978-0-7603-4062-2.
- Billy Bregg: Roots, Radicals and Rockers. Faber and Faber Ltd. 2018, ISBN 978-0-571-32775-1.

### Dokumentarfilme
- Christin Feldmann, Claudia Bach: Rockabilly Ruhrpott. Lighthouse Home Entertainment, Hamburg 2011
- Kurt Widmer: Die Generation Rock'n'Roll und Für immer Rock'n'Roll: Ein Lebensgefühl. NZZ-Format, Zürich 2012, als DVD unter dem Titel: Rock'n'Roll – Die Filme erhältlich